# Ode Thompson
Ode Ochinabo Thompson (8 november 1980) is een Nigeriaans voormalig voetballer die bij voorkeur als spits speelde.

## Carrière
Thompson is een aanvaller wiens voetbalcarrière begon bij het Nigeriaanse FC Lobistars Makurdi. Na enkele jaren stapte hij over naar BCC Lions FC. In juli 1999 maakte hij de overstap naar AA Gent. De toen negentienjarige spits kreeg niet veel speelkansen en werd in december 1999 aan Standaard Wetteren uitgeleend.
Op het einde van het seizoen verhuisde Thompson naar KRC Harelbeke. Bij Harelbeke werd hij een vaste waarde in de voorste linie. Hij was dat seizoen goed voor twaalf doelpunten, maar kon niet voorkomen dat Harelbeke degradeerde. Thompson zelf belandde in 2001 bij RSC Anderlecht.
Bij Anderlecht kwam Thompson bijna nooit verder dan een invalbeurt. Hij verloor de concurrentiestrijd van Aruna Dindane, Ivica Mornar, Gilles De Bilde en Nenad Jestrović. Tijdens de winterstop werd hij tot het einde van de competitie uitgeleend aan KVC Westerlo. Een jaar later werd hij verhuurd aan RAA Louviéroise, maar ook daar kwam hij amper aan spelen toe.
In 2003 besloot Thompson België te verlaten. Het Nederlandse RBC Roosendaal bood hem een contract aan. Ondanks meer speelkansen bleef zijn aantal doelpunten beperkt tot een. Een jaar later zat zijn Nederlandse avontuur er op. De Nigeriaan ging nu aan de slag bij KV Oostende. Na enkele maanden liet ook die club hem gaan en kwam Thompson in de Tweede Klasse terecht bij Royale Union Saint-Gilloise.
In 2005 trok hij naar reeksgenoot KVSK United, waar hij een titularis werd. Hij bleef er twee seizoenen, trok één jaar KMSK Deinze en kwam opnieuw in de Eerste Klasse terecht bij KSV Roeselare. Na het aflopen van zijn contract tekende hij bij KSV Oudenaarde. In het seizoen 2011-2012 speelde Ode Thompson in de Tweede Klasse bij Eendracht Aalst, maar daar werd zijn contract ontbonden.